# Solennité
Une solennité du calendrier liturgique romain de l'Église catholique est une célébration liturgique de grande importance. C'est la célébration ayant le plus haut degré d'importance dans le calendrier liturgique catholique, supérieur à une fête et à une mémoire,. 

## Solennités générales et particulières
Les solennités inscrites au calendrier général du rite romain sont les suivantes :
1. Marie, Mère de Dieu, le 1er janvier.
2. Épiphanie, le 6 janvier ou le dimanche entre le 2 et le 8 janvier.
3. Saint Joseph, époux de la Vierge Marie, le 19 mars.
4. Annonciation de Jésus, le 25 mars.
5. Pâques, considéré comme la solennité des solennités.
6. Ascension de Jésus, un jeudi quarante jours après le dimanche de Pâques ou le dimanche suivant.
7. Pentecôte, sept semaines après le dimanche de Pâques.
8. Sainte-Trinité, le premier dimanche après la Pentecôte.
9. Fête-Dieu ou Solennité du Corps et du Sang du Christ, le jeudi ou dimanche qui suit le dimanche de la Sainte-Trinité.
10. Sacré-Cœur de Jésus, fêtée un vendredi, 19 jours après le dimanche de Pentecôte.
11. Nativité de (en) Jean le Baptiste, le 24 juin.
12. Solennité des saints Pierre et Paul, le 29 juin.
13. Assomption de la Vierge Marie, le 15 août.
14. Toussaint, le 1er novembre.
15. Christ-Roi, le dernier dimanche du temps ordinaire.
16. Immaculée Conception de la Vierge Marie, le 8 décembre.
17. Nativité de Jésus (Noël), le 25 décembre.

Les calendriers particuliers du rite romain ajoutent pour les Églises locales intéressées d'autres solennités. Entre ces solennités locales, on compte,:
1. Le saint patron principal du lieu, de la ville ou du pays.
2. Le saint titulaire de chaque église.
3. L'anniversaire de la dédicace (s'il y en a eu) de chaque église (qu'on peut célébrer le dimanche qui précède Toussaint ou le 25 octobre, si la date est inconnue).

Ainsi la célébration liturgique du saint suisse Nicolas de Flüe est une solennité dans son pays uniquement. En France, la fête de plusieurs saints, dont sainte Geneviève ou saint Rémi, figurent parmi les solennités du calendrier liturgique français.

## Manière de célébration
La célébration d'une solennité commence avec les premières vêpres, au soir du jour précédent. Certaines solennités sont enrichies d'une messe propre de vigile, que l'on prend la veille au soir, si la messe est célébrée le soir. La célébration des deux très grandes solennités de Pâques et de Noël se poursuit pendant huit jours de suite,.
Les fêtes et les mémoires se célèbrent dans les limites du jour naturel, aussi n'ont-elles pas de premières vêpres, sauf s'il s'agit des fêtes du Seigneur qui, en tombant les dimanches du temps ordinaire ou du temps de Noël, se substituent à eux.
Dans les messes des solennités on chante ou on dit le Gloria in excelsis Deo (comme aussi dans les messes des fêtes, mais pas des mémoires) et la profession de foi (qui ne fait pas partie des messes ni des fêtes ni des mémoires).
Les solennités sont plus importantes que les dimanches du temps ordinaire et du temps de Noël et par conséquent, si une solennité est fêtée un dimanche de ces temps, la liturgie célébrée est celle de la solennité, pas celle de ce dimanche.
La Semaine sainte, qui commence au dimanche des Rameaux, et l'octave de Pâques (semaine qui suit le dimanche de Pâques), priment sur les solennités. Ainsi, si le 25 mars tombe dans la semaine sainte ou la semaine de Pâques, la solennité de l'Annonciation, habituellement fêtée ce jour, est reportée au lundi qui suit de huit jours le dimanche de Pâques. 
De même, les dimanches de l'avent, du carême, et du temps pascal sont prééminents, dans l'ordre liturgique, par rapport aux solennités. Si le 25 mars tombe un dimanche de carême, l'Annonciation est alors fêtée le lendemain.
Le Triduum pascal, de la messe vesperal du Jeudi saint au dimanche de Pâques, est le temps liturgique le plus important de l'année. Le dimanche de Pâques, qui commence avec la vigile pascale. est considéré comme la solennité des solennités. Le dimanche de Pâques, dimanche de la résurrection du Seigneur, se déploie pendant tout le temps pascal, jusqu'à la Pentecôte, cinquante jours plus tard.

## Relation avec les fêtes de précepte
Des 17 solennités du Calendrier romain général, presque toutes sont aussi des fêtes de précepte. Tous les dimanches sont des fêtes de précepte, dans lesquels les catholiques sont tenus par l'obligation de participer à la messe et de s'abstenir « de ces travaux et de ces affaires qui empêchent le culte dû à Dieu, la joie propre au jour du Seigneur ou la détente convenable de l'esprit et du corps ». En outre, l'actuel Code de droit canonique promulgué en 1983, comme déjà le Code de droit canonique de 1917, énumère 10 jours, pas nécessairement liés au dimanche, qui sont en principe des fêtes de précepte :
1. 1er janvier : Fête de Marie, Mère de Dieu.
2. 6 janvier : Épiphanie.
3. 19 mars : Saint Joseph, époux de la Vierge Marie.
4. Ascension de Jésus (quarante jours après Pâques, soit entre le 30 avril et le 3 juin).
5. Fête-Dieu (jeudi qui suit le dimanche de la Sainte-Trinité).
6. 29 juin : Solennité des saints Pierre et Paul.
7. 15 août : Assomption de la Vierge Marie.
8. 1er novembre : Toussaint.
9. 8 décembre : Immaculée Conception de la Vierge Marie.
10. 25 décembre : Nativité de Jésus.

Les solennités de Pâques, Pentecôte, Sainte-Trinité et Christ-Roi sont toujours célébrées le dimanche et par ce fait même sont des fêtes de précepte. Seules trois solennités ne sont pas parmi les fêtes de précepte énumérées dans le Code de droit canonique: celles de l'Annonciation du Seigneur (25 mars), du Sacré-Cœur de Jésus (19 jours après Pentecôte) et de la Nativité de Jean Baptiste (24 juin).
Mais concrètement, au dehors de la Cité du Vatican, les solennités n'étant pas fêtes de précepte sont plus nombreuses. En effet, chaque conférence épiscopale peut, avec l'approbation préalable du Saint-Siège, supprimer dans son territoire certaines fêtes de précepte ou les reporter au dimanche. Et presque partout dans le monde on a réduit le nombre des fêtes de précepte, même là où, comme en Irlande, on a constitué comme fête de précepte un jour pas inclus dans la liste du Code de droit canonique.
En France, depuis déjà le concordat entre l'Église de France et le Consulat de Bonaparte, les fêtes de précepte ne sont que quatre : l'Ascension du Seigneur, l'Assomption de la Vierge Marie, la Toussaint et Noël.
Là où les solennités de l'Épiphanie, de l'Ascension et du Très Saint Corps et Sang du Christ ne sont pas de précepte, elles sont assignées à un dimanche qui devient leur jour propre, à savoir :
- l'Épiphanie : le dimanche inclus dans la période du 2 au 8 janvier ;
- l'Ascension : le VIIe dimanche de Pâques ;
- la solennité du Très Saint Corps et Sang du Christ : le dimanche après la Sainte-Trinité[15].

## Calendriers romains généraux antérieurs
L'édition du calendrier romain général qui précède immédiatement celle de 1969 a été établi par le pape Jean XXIII en conformité avec son Code des Rubriques (Codex rubricarum) promulgué par le motu proprio Rubricarum instructum du 25 juillet 1960.
Ce calendrier est incorporé dans l'édition de 1962 du Missel romain et dans l'édition typique 1961 du Bréviaire romain.
Ainsi, bien que remplacé en moins d'une décennie par le calendrier romain général de 1969, il est encore en usage parmi ceux qui, conformément au motu proprio Summorum Pontificum du 7 juillet 2007 du pape Benoît XVI, emploient ces éditions du Missel et de la liturgie des Heures.
Dans ce calendrier romain général de 1960 on n'utilise pas le terme « solennité » pour indiquer une catégorie de célébrations liturgiques. En effet, toutes les célébrations des saints et des mystères religieux y sont appelées « fêtes », divisées, d'accord avec leur importance respective, en fêtes de première, deuxième, troisième ou quatrième classe.
Les célébrations de première classe du calendrier de 1960 correspondent approximativement aux solennités du calendrier de 1969 :
1. 1er janvier : Octave de Noël.
2. 6 janvier : Épiphanie du Seigneur.
3. Mercredi des Cendres (entre le 4 février et le 10 mars).
4. 19 mars : Saint Joseph, époux de la Vierge Marie et Patron de l'Église universelle.
5. 25 mars : Annonciation du Seigneur.
6. Tous les jours de la Semaine sainte.
7. Pâques.
8. Tous les jours de l'Octave de Pâques.
9. 1er mai : Saint Joseph artisan, époux de la Vierge Marie.
10. Ascension du Seigneur (entre le 30 avril et le 3 juin).
11. Vigile de la Pentecôte.
12. Pentecôte (7e dimanche après Pâques).
13. Fête de la Sainte-Trinité (8e dimanche après Pâques, donc entre 17 mai et 20 juin).
14. Corpus Christi (9e jeudi après le dimanche de Pâques).
15. Fête du Sacré-Cœur de Jésus (19 jours après la Pentecôte, un vendredi).
16. 24 juin : Nativité de Saint Jean-Baptiste.
17. 29 juin : Solennité des saints Pierre et Paul.
18. 1er juillet : Fête du Précieux Sang de Notre Seigneur.
19. 15 août : Assomption de la Vierge Marie.
20. 29 septembre : Fête de l'archange Saint-Michel.
21. Fin octobre : Fête du Christ-Roi (dernier dimanche d'octobre).
22. 1er novembre : Toussaint.
23. 2 novembre : Commémoration de tous les fidèles défunts.
24. 8 décembre : Immaculée Conception de la Vierge Marie.
25. 24 décembre : Vigile de la Nativité du Seigneur.
26. 25 décembre : Nativité de Notre Seigneur Jésus-Christ.

Avant 1960, la classe la plus haute des célébrations liturgiques était celle des « doubles de 1re classe ». Dans le Calendrier romain tridentin de 1568/1570, il y en avait 19 et au début du vingtième siècle 23, nombre augmenté par Pie XI et Pie XII par la création des fêtes du Christ-Roi (encyclique Quas primas du 11 décembre 1925) et de saint Joseph artisan (annoncée le 1er mai 1955).

## Une solennité civile
Fête de la jeunesse et des écoles, la Solennité de Morat dans le Canton de Fribourg, Suisse commémore la bataille de Morat (1476) chaque 22 juin, ou la veille s’il s’agit d’un dimanche. La journée est ponctuée de 22 coups de canon - le premier est tiré à 5 heures du matin - qui sont donnés à certains moments particuliers sur le pré dit « Kanonemätteli », à côté de l’école à certains moments particuliers. Cérémonie officielle, concert de la fanfare, défilés d’écoliers et de cadets au son des tambours et des cuivres, allocutions, concours de tir à l’arbalète, hymne national, danses et représentations diverses sont au programme de ce jour férié, qui voit bon nombre de Moratois de l’extérieur revenir pour l’occasion. Le matin, le cortège en vieille ville voit défiler les écoliers – les garçons vêtus de blanc ou en uniforme (classes primaires et CO) et les filles toutes en blanc et portant des fleurs –, qui sont suivis par les autorités communales, régionales et cantonales. Le soir, la population se retrouve volontiers à la Pinte de la Solennité, sur la place de l’école primaire, pour boire un verre ou manger quelque chose.
La ville est particulièrement fleurie, surtout les fontaines, décorées avec soin et enthousiasme par les habitants des différentes parties de la vieille ville, qui se retrouvent pour cela dans la rue la veille de la Solennité et organisent une quête pour couvrir les frais (la commune apporte également une contribution). Selon certains, il arrive que, dans ces mêmes fontaines, soient jetées les « Solischätzlis » par leurs amoureux ! Mais d’autres garçons plus pacifiques préfèrent, et de longue date, offrir une glace à leur élue.
Si la ville fête depuis la seconde moitié du XVIe siècle la victoire des Confédérés et de leurs alliés sur Charles le Téméraire, c’est seulement en 1835 que s’installe la tradition d’une fête de la jeunesse organisée par les écoles. Auparavant, un corps de cadets, appelé Äusseres Regiment et composé de jeunes gens issus des familles patriciennes de Morat, s’en chargeait. La commémoration avait lieu près du monument de la bataille et au Restaurant « Champ Olivier ».
Le programme de la Solennité évolue avec son temps, il en va ainsi de la disco du CO, des productions des élèves et de leur tenue vestimentaire lors du défilé ; depuis 1994, ils ont le choix de défiler en blanc ou en uniforme – alors que quelques années plus tôt, les garçons devaient encore dès l’âge de 10 ans porter un uniforme gris-vert avec cravate noire et bonnet de police. Témoignage du passé, la « Soli », véritable institution, est avant tout une fête vivante et incontournable pour les Moratois.
Chant de la Solennité (traduit par l’enseignante du CO Danielle Croci-Pfeil) 1re strophe chantée en français et en allemand par les élèves durant la fête de commémoration depuis les années 1990:
Voici le beau jour annoncé,

Tout de fleurs vous vous garnissez.

Des jeunes c’est le glorieux jour,

Heureux contents du gai retour,

Livrée de fête à notre cité

Chantons la Solennité !